# فيكتور ديوغو
فيكتور ديوغو (بالإسبانية: Víctor Diogo)‏ (مواليد 9 أبريل 1958) هو لاعب كرة قدم. يلعب مع منتخب الأوروغواي لكرة القدم. سبق له أن لعب في كأس العالم لكرة القدم مع منتخب بلاده.

## روابط خارجية
- فيكتور ديوغو على موقع الاتحاد الدولي (مؤرشف)  (الإنجليزية)
- فيكتور ديوغو على موقع الاتحاد الأوربي (الإنجليزية)
- فيكتور ديوغو على موقع قاعدة بيانات كرة القدم.إي يو (الإنجليزية)
- فيكتور ديوغو على موقع ناشيونال فوتبول تيمز (الإنجليزية)
- فيكتور ديوغو على موقع عالم كرة القدم.نت (الإنجليزية)